# Christopher Fiori

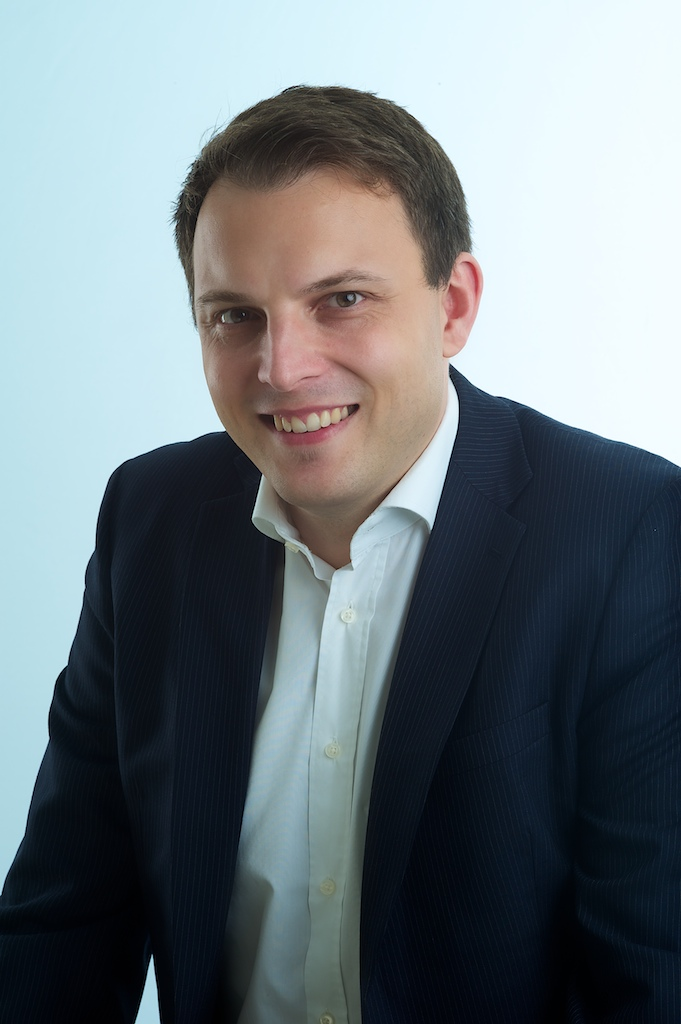
Christopher Fiori

Christopher Fiori (* 13. Mai 1980 in Frankfurt am Main) ist ein deutscher Sport- und Veranstaltungsmanager. Er war von 2016 bis 2019 Geschäftsführer des Fußballclubs Kickers Offenbach.

## Leben

### Ausbildung
Nach seinem Abitur (1999) und anschließendem Wehrdienst studierte Fiori Betriebswirtschaftslehre mit Schwerpunkt Kultur-, Freizeit- und Sportmanagement an der Reinhold-Würth-Hochschule der Hochschule Heilbronn in Künzelsau. Das Studium schloss er 2005 als Diplom-Betriebswirt ab. Während des Studiums sammelte er Erfahrung bei Konzertveranstaltern sowie Betreibern von Multifunktionsarenen. Von 2011 bis 2013 absolvierte Fiori ein MBA-Studium mit Schwerpunkt Sportökonomie an der Friedrich-Schiller-Universität Jena.

### Beruf
Im April 2005 nahm Fiori seine Tätigkeit als Business Manager der Stadion Frankfurt Management GmbH, der neugegründeten Betreibergesellschaft der Commerzbank-Arena in Frankfurt auf. Im Rahmen dieser Tätigkeit war Fiori neben der kaufmännischen Leitung insbesondere für den damaligen Stadionnutzer Frankfurt Galaxy als auch alle Großkonzerte zuständig. 2009 wurde er zum Prokuristen der Gesellschaft bestellt und war 2012 für den Stadium Business Award in der Kategorie „Rising Star“ (Managementkräfte unter 35 Jahren) nominiert.
2013 bis April 2014 arbeitete Fiori in Abu Dhabi als Operations Director für das Projekt Mubadala Arena (vormals FGB Arena). Hierbei verantwortete er primär die baubegleitende Beratung in betrieblichen Fragestellungen.
Von Juli 2015 bis November 2016 war Fiori Prokurist und Leiter Organisation & Stadionmanagement des FSV Frankfurt und dabei verantwortlich für die Bereiche Organisation, Marketing, Personal und Stadionbetrieb.
Nach dem Abstieg des FSV Frankfurt aus der 2. Bundesliga wurde Fiori im November 2016 Geschäftsführer von Kickers Offenbach und war bis August 2019 in dieser Funktion tätig.
Seit 2014 ist Fiori auch als selbständiger Berater tätig und betreute dabei unter anderem Projekte in Ungarn, Polen, Georgien sowie auch das Musikfestival "Rock am Ring".
Von September 2021 bis September 2024 war Christopher Fiori als Venue Cluster Manager für fünf Stadien der UEFA EURO 2024 zuständig.

### Tätigkeit als Lehrbeauftragter
Neben seiner beruflichen Tätigkeit ist Fiori seit 2007 als Lehrbeauftragter an verschiedenen Hochschulen wie der Reinhold-Würth-Hochschule, der DHBW Mannheim und der Friedrich-Schiller-Universität tätig.